# Marmor-Hanfpalme
|  | Dieser Artikel wurde aufgrund von formalen oder inhaltlichen Mängeln in der Qualitätssicherung Biologie im Abschnitt „Pflanzen“ zur Verbesserung eingetragen. Dies geschieht, um die Qualität der Biologie-Artikel auf ein akzeptables Niveau zu bringen. Bitte hilf mit, diesen Artikel zu verbessern! Artikel, die nicht signifikant verbessert werden, können gegebenenfalls gelöscht werden. Lies dazu auch die näheren Informationen in den Mindestanforderungen an Biologie-Artikel. |

Die Marmor-Hanfpalme (Trachycarpus princeps) ist eine Art aus der Gattung der Hanfpalmen (Trachycarpus) innerhalb der 
Familie der Palmengewächse (Arecaceae).

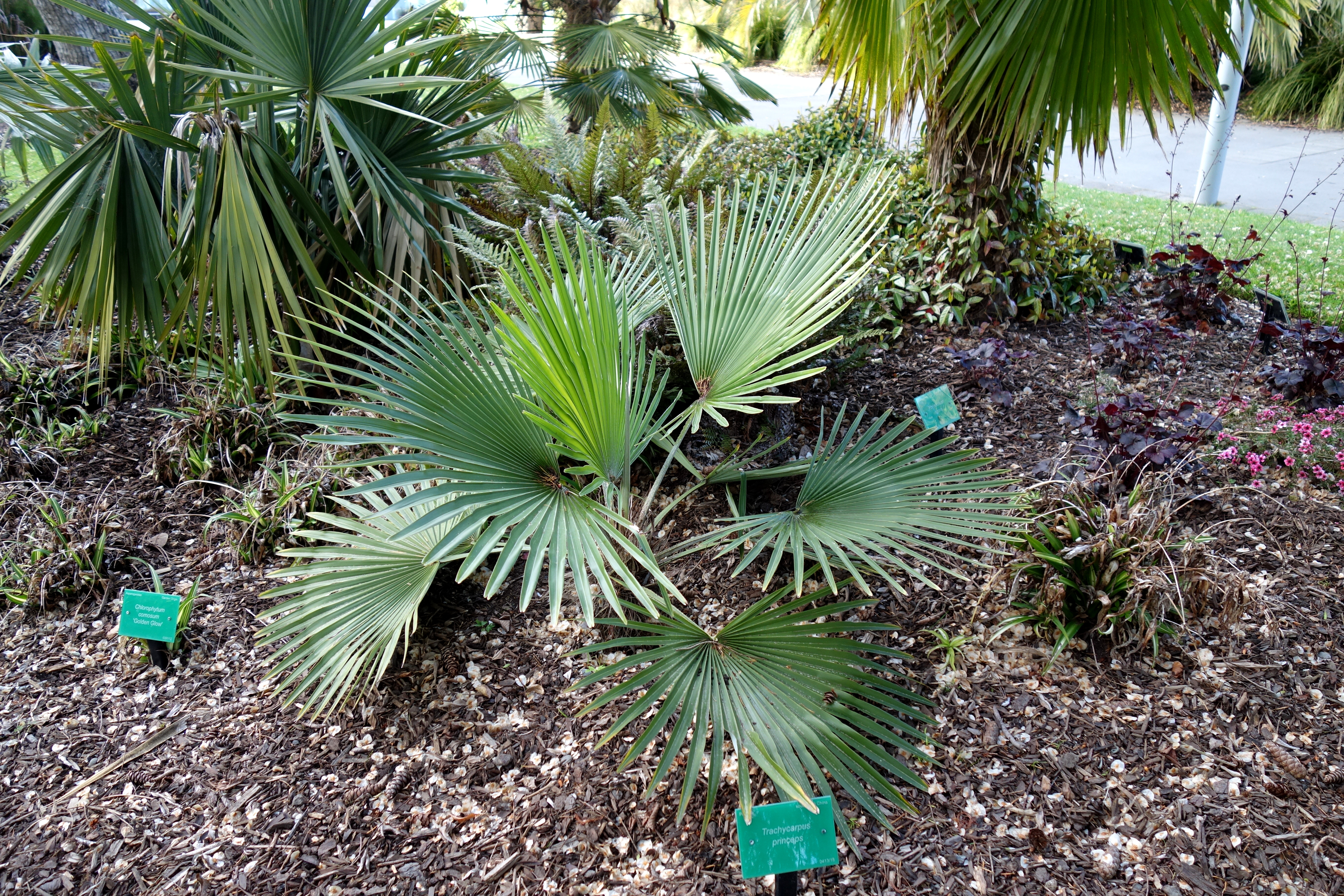
Trachycarpus princeps

## Merkmale
Bei der Marmor-Hanfpalme handelt es sich um eine solitär wachsende, frosttolerante Palme. In der Höhe erreicht der Stamm 10 m und ist hanfpalmentypisch dicht mit einem Bast umwoben.

### Blätter
Die Blätter sind oberseitig konvex und unterseitig dreieckig geformt. Die Petiolen erreichen eine Länge von bis zu 80 cm, die Wedel selbst erreichen weitere 60–80 cm und eine Breite von 90–115 cm. Die Oberseite ist grünlich, während die Unterseite meist einen weißlichen Wachsfilm aufweist. Typischerweise teilen sich die Wedel etwa in der Hälfte in 45–48 Segmente.

### Blüte und Früchte
Blütenstände bildet die Palme typischerweise ab einer Höhe von 1 m aus. Die Palme ist zweigeschlechtig, Zwitter sind jedoch möglich, kommen aber überaus selten vor. Der männliche Blütenstand erreicht eine Länge von maximal 50 cm, der weibliche von bis zu 75 cm. Die Fruchtstände sind bei Reife goldgelb, und die 1 cm großen Früchte weisen eine Nierenform auf. Die nierenförmigen und bräunlichen Samen sind etwas kleiner.

## Vorkommen
Die Marmor-Hanfpalme wächst an steilen Klippen des Shi Men Guan (dt. etwa Steintor) in dem zur chinesischen Provinz Yunnan gehörenden Bezirk Nujiang und in den zu deren Füßen liegenden Monsunwäldern. Sie ist bedingt nässe- und frosttolerant.

## Systematik
Trachycarpus princeps wurde 1995 im chinesischen Yunnan entdeckt und anschließend von Tobias W. Spanner, Martin Gibbons und San Yang Chen in Principes; Journal of the (International) Palm Society Band 39 Teil 2, Seite 73 erstbeschrieben. Aufgrund ihrer erhabenen Form und ihres Naturstandorts an Klippen erhielt die Art den Namen princeps (lateinisch für „Fürst“, vgl. englisch prince). Innerhalb der Palmengewächse gehört sie zur Unterfamilie Coryphoideae.
2006 fand eine Expedition, die zum Ernten von Samen zur Kultivierung der Palme in der Region war, eine Variante mit bläulichen Unterseiten der Wedel und grünen Oberseiten. Ihr taxonomischer Status ist umstritten.